# レンタルのニッケン
株式会社レンタルのニッケンは、土木関連製品・建機レンタル事業中心の企業である。本社を東京都港区に置く。

## 沿革
- 1967年（昭和42年）- 栃木県足利市で日建産業株式会社として創業。
- 1971年（昭和46年）- ニッケン東名株式会社を設立。
- 1972年（昭和47年）- ニッケン九州株式会社を設立。
- 1974年（昭和49年）- ニッケン北海道株式会社を設立。
- 1980年（昭和55年）- 株式会社レンタルのニッケンに商号変更。
- 1982年（昭和57年）- ニッケン近畿株式会社を設立。
- 1985年（昭和60年）- ニッケン近畿・ニッケン中国・ニッケン九州を吸収合併。
- 1986年（昭和61年）‐ ニッケン東名を吸収合併し、全国組織となる。
- 1987年（昭和62年）- 本社を栃木県足利市から東京都千代田区永田町に移転。社長以下全社員がビジネスネームを採用。
- 1990年（平成2年）- 増資により三菱商事が20 %・足利銀行が5 %の発行済み株式を取得する。
- 1995年（平成7年）- 足利新本社完成。
- 2001年（平成13年）- 三菱商事の出資比率が64 %となる。
- 2003年（平成15年）- 保有するレンタル資産の処分・中古商品の売買・斡旋・仲介・輸出入を主業務とする株式会社NDTが業務を開始。
- 2007年（平成19年）- 三菱商事の出資比率が97 %となる。
- 2015年（平成27年）- 三菱商事の出資比率が100％となる。
- 2023年（令和5年）- 本社を港区の東京汐留ビルディングに移転。

## 事業所
- 本社 - 東京都港区東新橋一丁目９番１号 東京汐留ビルディング 19階
- 足利オフィス（旧・足利本社）- 栃木県足利市大久保町282-1
- 支店 - 17店
- 営業所 - 241箇所

## レンタル商品のカテゴリ
- 高所作業車・高所作業足場
- レンタカー
- 掘削・道路・整地・運搬
- フォークリフト・自走式クレーン
- 発電機・溶接機・周辺機材
- コンプレッサー・エアー関連機材
- 照明機器（ナイター、LED等）
- 水中ポンプ・洗浄・水処理機械
- コンクリート・打設関係
- 切断・切削・加工・締付
- 清掃・集塵・換気用機械
- 荷役・揚重用機械
- IT・測量・測定・通信
- 安全保安用品
- ハウス・倉庫・トイレ・オフィス
- 冷暖房機械
- イベント関連商品
- 鉄道工事用（軌陸用）機械
- 林業機械

## メーカーに望まれるもの
リース・レンタル、またユーザーがミニ建機に望まれるものは、安全性・操作性・耐久性・経済性である。

### 安全性
高所作業車のレンタル利用率は、他機種に比べて高いという特徴がある。これはユーザーが自社保有するよりも、常に整備済の機械を安心して利用できるからである。このようにレンタルは、安全性を評価されているということ、また不特定多数の顧客が使うことから、日々のメンテナンスをかかすことなく、完全整備済貸出を基本としている。このことは、機械の寿命を延ばし、トラブルによる突発的な費用を抑えることにつながり、コスト削減の効果も大きい。メーカーに望まれるものは、シンプルな構造で強化型であること。日常のメンテナンスを行いやすいこと。安全に関わる制御部品などには使用期限が明記されていること。

### 操作性
操作ミスによる労働災害を防止することにもつながるので、各メーカーや業界団体で統一した操作方法やアタッチメント仕様を採用することが望ましい。必ずしも多機能である必要はなく、操作性を重視したシンプル機構が望まれる。

### 耐久性
耐久性が上がることは、安全性の面からもユーザーの安心につながる。メーカーがコストダウンを行う際は、耐久性と品質を落とすことないよう知恵を絞っていただくことが望まれる。

### 経済性
レンタルはユーザーが必要なときに､必要な期間だけ利用することができる。ユーザーは機械を所有するのではなく、機能を利用することに対価を支払う。ユーザーが機械を所有することは、保管場所、購入資金、税金・保険、維持費用、管理費用、また突発的な機械トラブルによる生産性の低下など、見えない費用、予測できないリスクを抱えることである。これらの費用とリスクをレンタル業者が吸収し、競争力のある価格でユーザーに提供するためには、機械本体以外に部品の効率の良い調達が重要な要素である。多機種・多メーカー製の機械を扱うリース・レンタルでは、調達部品数も相当なものになる。エレメント・フィルターやバケットピン、油圧ホースなどの頻繁に交換するものは、各メーカー共通の部品を使用することが望まれる。

## 備考
- フジテレビ系の番組『トリビアの泉 〜素晴らしきムダ知識〜』にて社員全員にビジネスネームが付与されることが紹介された。
- 油圧ショベルの俗称である「ユンボ」を日本で商標登録している（商標登録第2086745号）。